# Xarel·lo

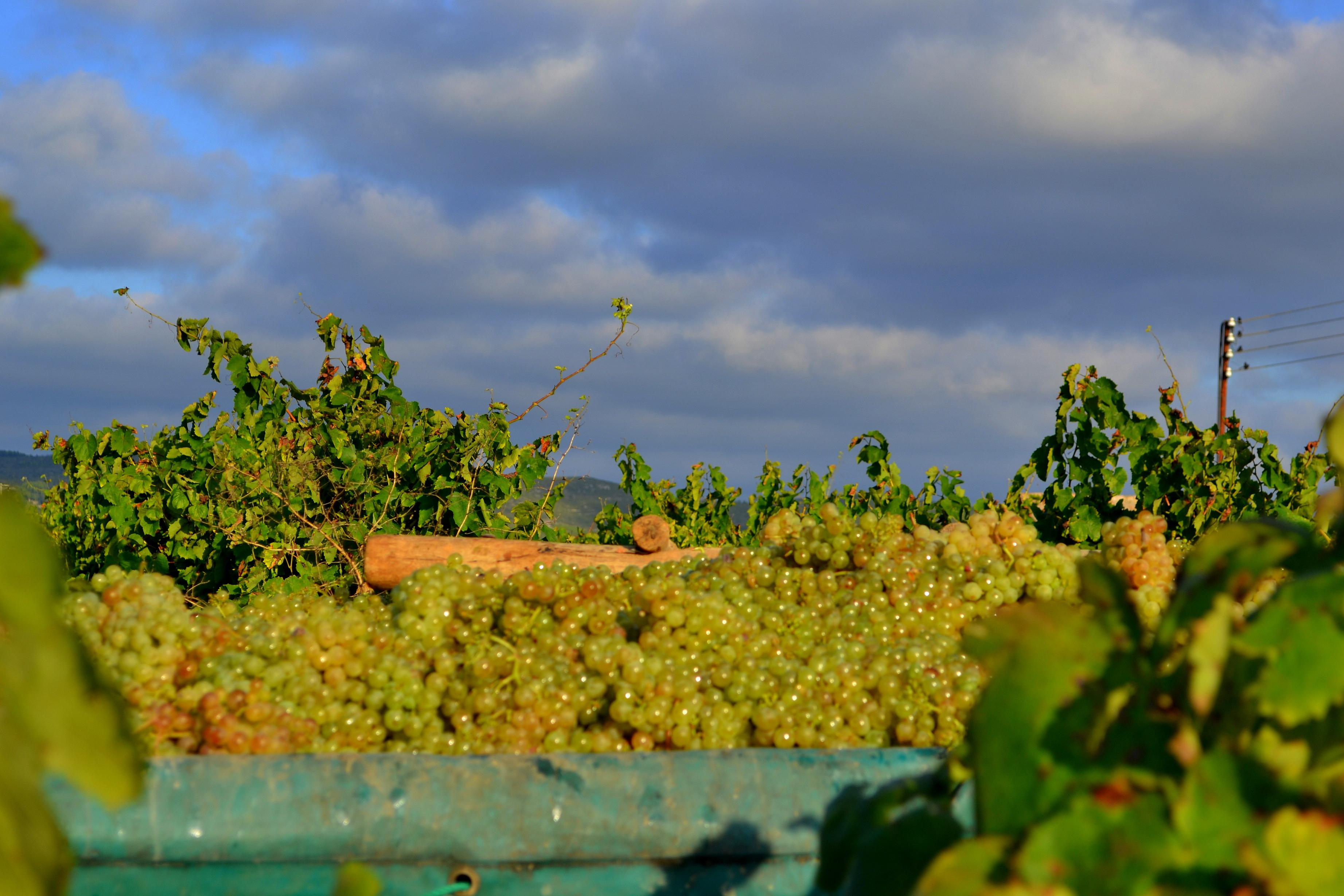
Zbiory xarel·lo w Vilafranca del Penedès

Xarel·lo (wym. kat. [ʃəˈɾɛlːu]), pansa blanca – biała odmiana winorośli, prawdopodobnie pochodząca z Katalonii. Znana jako jeden z klasycznych szczepów do produkcji wina musującego cava, lecz dzięki wyrazistemu charakterowi jest chętnie przerabiana na wina stołowe.

## Pochodzenie
Odmiana pochodzi z Katalonii, a najstarsze wzmianki pochodzą z roku 1785, Sitges w okolicach Barcelony. Badania DNA wskazują na pokrewieństwo z macabeo, znanym jako viura w Riosze. W 2012 opublikowano badania, które ustaliły, że odmianami rodzicielskimi dla xarel·lo są heben i brustiano faux, jednak 20 markerów DNA może być uznawane za niewystarczający dowód.
Xarello rosado (pansá rosada) jest mutantem xarello o różowej skórce. Odmiana jest uprawiana w obrębie położonej na północ od Barcelony apelacji Alella DO.

## Nazewnictwo
Favà i Agud wywodzą nazwę od włoskiego chiarello, oznaczającego wino o czerwonawym kolorze. W zależności od źródła spotyka się typową dla regionu pochodzenia pisownię xarel·lo i jej uproszczenia: xarel-lo i xarello. Wśród przyczyn uproszczenia pojawia się brak łatwego uzyskania katalońskiego dwuznaku l·l (ela geminada) na klawiaturze.

## Charakterystyka
Odmiana wypuszcza pąki i dojrzewa średnio późno. Grona są zwarte. Jagody są średniej wielkości, o grubej skórce. Krzewy nie są wymagające co do gleby. 
Xarel·lo jest wrażliwe na zrzucanie zawiązków oraz mączniaka prawdziwego i rzekomego. Na inne choroby odmiana jest odporna.
Szczep xarel·lo, mimo że o jasnej skórce, wykazuje bardzo wysoki poziom resweratrolu, który poza korzyściami u człowieka uodparnia krzewy na patogeny.

## Wina
Odmiana jest jedną z podstawowych do produkcji katalońskiego wina musującego cava, wytwarzanego głównie w regionie Penedès. Do cavy xarello wnosi owocowy charakter oraz strukturę, kwasowość i wysoki poziom cukru, przetwarzanego na alkohol. Przedłuża także żywotność wina. Jeden z producentów cavy oferuje ją w jednoodmianowej wersji, w 100% wytworzonej z xarello.
Liczne katalońskie apelacje wymieniają xarello wśród dozwolonych odmian.
Dobry profil xarel·lo pozwala na tłoczenie z winogron wyróżniających się win niemusujących. Owocowe nuty są wówczas zdominowane przez owoce cytrusowe, gruszki i nuty trawiaste. Powstałe wina nadają się do starzenia.

## Rozpowszechnienie
W 2008 99% winnic na terenie Hiszpanii (8043 ha) obsadzonych xarel·lo znajdowało się w Katalonii. W regionie Penedès, podobnie jak macabeo szczep jest uprawiany przede wszystkim w położonej na średnich wysokościach części Medio Penedès (kat. Mitja Penedès). Wina z DO Alella, gdzie odmiana jest znana jako pansà blanca są świeże i lekkie. Inne apelacje to m.in. ogólnoregionalna DO Catalunya, DO Costels del Segre, DO Tarragona

## Synonimy
Oprócz wariantów nazwy xarello podstawowym synonimem jest pansà blanca. Inne to: cartoixà, cartuja, cartuxa, moll, pansal, pansalat, pansalet, pansar, pensal, na Majorce premsal blanca oraz vinate i vinyater.